# Scarabaeus valeflorae
Scarabaeus valeflorae är en skalbaggsart som beskrevs av Ferreira 1953. Scarabaeus valeflorae ingår i släktet Scarabaeus och familjen bladhorningar. Inga underarter finns listade i Catalogue of Life.